# Казарян, Айк (футболист)
Айк Казарян (арм. Հայկ Ղազարյան; 19 сентября 2006 года) — армянский футболист, вратарь клуба «Урарту» и молодёжной сборной Армении.

## Клубная карьера
Футболом заниматься начинал в академии «Урарту», в 2022 году присоединился к второй команде клуба, выступавшей в Первой лиге. Дебютировал 12 марта в матче против «Алашкерт-2», пропустив один гол. Первый «сухой» матч провёл 18 марта 2023 года, не дав забить игрокам «Ширак-2». За первую команду дебютировал 11 июля 2024 года в матче первого квалификационного раунда Лиги конференций против таллинского «Калева», пропустив один мяч; Казарян стал самым молодым вратарём в истории «Урарту», участвовавшим в еврокубках. В ответной игре Айк сыграл на ноль. В Премьер-лиге дебютировал 5 августа в матче против «Пюника», отстояв матч на ноль.

## Карьера в сборной
Первый вызов в сборную до 17 лет получил 12 апреля 2021 года. Дебютировал 30 августа в товарищеском матче против сборной Словакии, заменив на 75-й минуте Айка Хачатряна. В составе сборной в качестве капитана участвовал в отборе к Евро 2023.
За сборную до 19 лет дебютировал 9 июня 2024 в товарищеской игре со сборной Ливана, отстояв матч на ноль.